# Кунгурський ВТТ
Кунгурський ВТТ — підрозділ системи виправно-трудових установ ГУЛАГ.
Організований 27.01.31;

закритий 17.11.31 у зв'язку із закінченням робіт;
з/к перекинуті на Біломорбуд.
Дислокація: Уральська область, м. Кунгур (нині в Пермській обл.)

## Виконувані роботи
- будівництво залізниці Кунгур — Свердловськ (нині Єкатеринбург).

## Чисельність з/к
- 15.04.31 — 7500